# Espingarda de torsió
|  | No s'ha de confondre amb espingarda. |

Una espingarda o espringarda, és un tipus d'arma medieval de setge equivalent a una gran balista que podia anar muntada sobre rodes o sobre un afust fix i que s'utilitzava per a llançar fletxes o dards de ballesta grossos, boles de pedra, o foc grec. Descrita des del segle XI a l'Imperi Romà d'Orient, fou utilitzada a Europa a partir dels segles XII-XIII fins al segle xv, per a la defensa o l'atac de les places fortes. També podia ser utilitzada per llançar boles de plom.

## Història

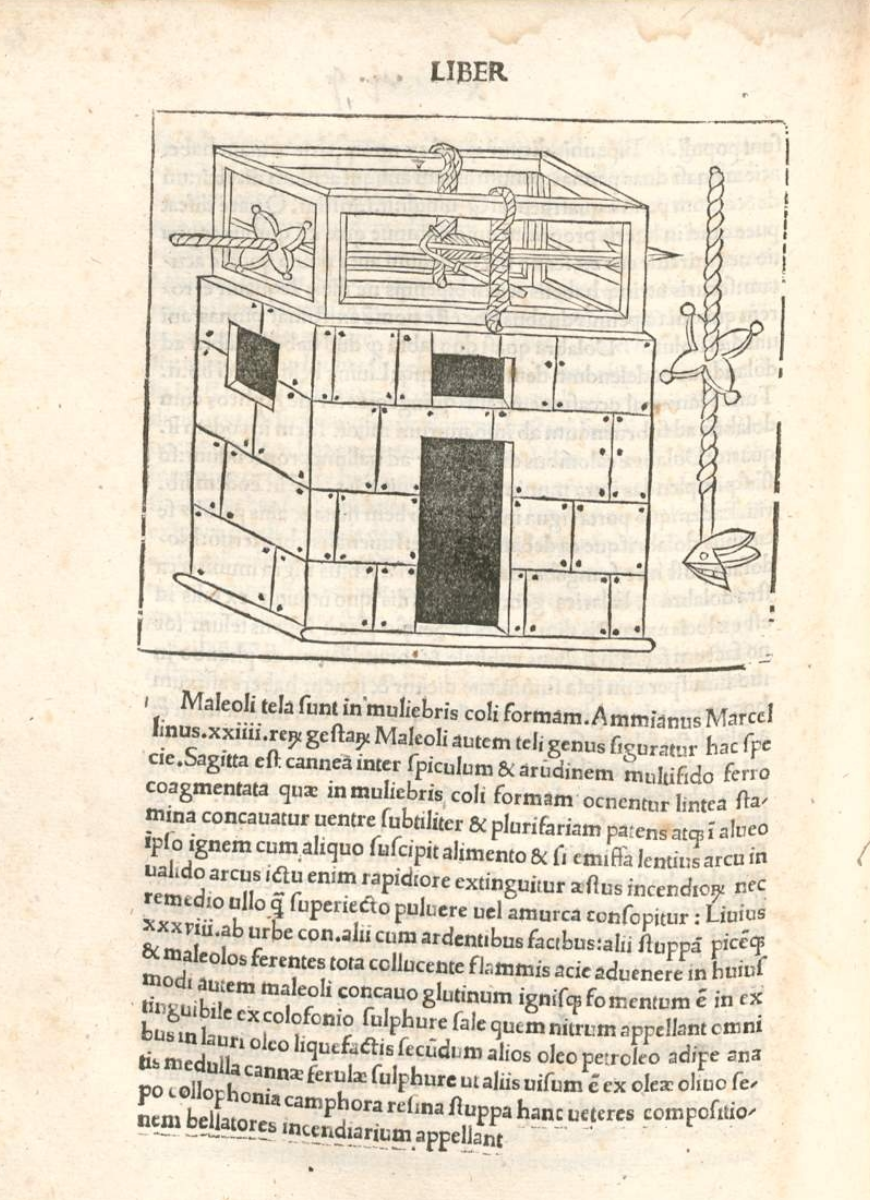
Il·lustració d'una Espringal per Valturi.

Es representa en un diagrama d'un manuscrit romà d'Orient del segle xi, però a l'Europa occidental és més evident a finals del segle xii i principis del segle xiii. Es va construir amb els mateixos principis que un balista grec o romà, però amb armes inclinades cap a dins. També va ser conegut com a 'arc de skein', i era un dispositiu de torsió que usava bandes retorçades de seda o tendó per alimentar dos arcs.
Alguns exemples han estat tractats per Leonardo da Vinci, però en un moment en què també dibuixava armes de foc (de pólvora). No hi ha troballes arqueològiques conegudes de les peces d'aquestes màquines, però és molt probable que, a causa de la naturalesa dels materials utilitzats, es produís algun tipus de reciclatge de material en el moment de la seva desaparició.

## Etimologia
El terme espingarda, espringarda,amb una base llatina, espringarda, espringardus, espringaldus, ve de l'occità espringuer, significant saltar.

## Descripció
Hi ha dos tipus de espingarda: les espingardes bàsiques obtenien la seva energia potencial de la tensió del braç d'una mena d'arc, les espingardes de torsió, més potents, emmagatzemaven la seva energia a partir de la torsió d'uns feixos de tendons cordes de seda. Ambdues armes probablement es van desenvolupar al segle xi, basant-se en unes de romanes.

### Mida
Tot i que Leibell descriu les mides de la màquina com una "Grand Springald", és més probable que fos d'una mida estàndard. Si s'investiga les evidències, com la mida de les figures en "El romanç d'Alexandre", on està detallada l'altura de les banyes superiors, no hi ha cap fet que suggereixi que són nans. Encara que la longitud del virató que i ha al costat per a ser disparar aparenta ser bastant llarg.

## Espingarda bàsica

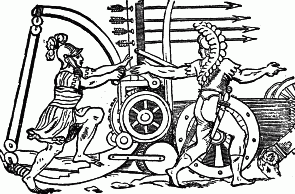
Espingarda bàsica amb 4 fletxes

Atès que la ballesta no era prou eficaç per a alguns propòsits, l'espingarda es va desenvolupar com una poderosa arma de precisió i que podia disparar projectils més grans. Els projectils podien ser fletxes o dards pesats. Un arc de fusta com a ressort era fàcil de construir i també fàcil d'operar, per aquests motius es va desplegar ràpidament.
El suport de les fletxes consistia en una biga de fusta vertical forta i sòlida amb un forat a la part superior on s'inseria la fletxa. A la part inferior d'aquest biga de fusta, s'hi unia, sòlidament, un tauló de fusta flexible amb una corda lligada al seu extrem superior. El tauló es torçava cap enrere amb un torn o un argue. Un cop tenia la tensió adequada, s'alliberava, copejant contra la part posterior de les fletxes, llançant-les amb força contra l'objectiu. També hi havia variants amb més d'un forat a la biga, de manera que es podien disparar vàries fletxes alhora.
Les espingardes potents tenien barres de reforç per totes bandes per tal de mantenir la barra de llançament en el seu lloc. Solien tenien una altra biga graduable, com a punter de fletxa, per poder canviar la inclinació del tir. Aquest tipus d'espingarda, al necessitar poc espai en amplada, era ideal per al seu ús darrere dels forats dels merlets dels castells o a bord de vaixells de guerra. De fet, no era tan potent com l'espingarda de torsió, però tenia l'avantatge de ser més barata i relativament fàcil de fabricar, apart de que no necessitava personal especialitzat per a la seva operació.

## Espingarda de torsió

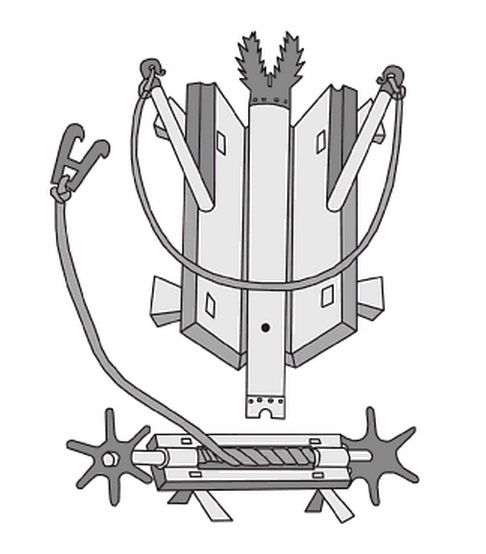
Il·lustració d'una Espringal al Bellifortis de Konrad Kyeser.

Aquest model d'espingarda va ser un desenvolupament medieval de l'antiga balista romana. La variant medieval era molt diferent de l'original romana, tot i que, el ressort de torsió de l'espingarda consistia en un torn de tendons com en la balista.
Atès que l'arc es tensava amb un vis sens fi, la velocitat de tir d'aquest tipus d'espingarda no era gaire alta: es podia trigar fins a 2 o 3 minuts en donar-li la tensió suficient per al tir. L'arma, d'altra banda, era molt poderosa i mortífera. L'any 1304, una sola fletxa d'espingarda hauria travessat quatre o cinc homes. L'espingarda de torsió també podia disparar pedres o dards, a part de fletxes.

### Composició i funcionament
L'espingarda estava formada per un xassís paral·lelepipèdic, donant suport a una mena d'arc intern. Funcionava segons els mateixos principis que les ballestes antigues, però amb braços oscil·lants situats a l'interior. La força de l'arma provenia de la tensió de les cordes retorçades (de seda o de tendó animal) que s'aplicava sobre els dos braços tipus arc. Darrere del suport hi havia una palanca de fusta llarga i elàstica, unida a ella per la base, la part superior estava connectada a un collaret subjecte a màquina amb una corda.
La corda emprada estava feta amb tendons (o fibres de seda) torçats. Per parar-la es feia mitjançant ganxos, portant aquesta corda fins a la nou, gràcies a diferents tipus de mecanisme, segons el model, ja fos amb una tija amb un vis sens fi, o bé amb un argue.
El ressort constava d'un marc rectangular pesat, amb els molls de torsió que anaven del centre a l'esquerra i a la dreta sobre les bigues inferiors i superiors. Quan el tendó de l'arc s'estirava cap enrere, el moment de torsió dels tendons posava els braços de l'espingarda en tensió.

## Reconstruccions
Se'n poden trobar diversos exemples reconstruïts, Jean Leibell en va construir un model de 1 " per a les seves investigacions sobre "Springalds & Great Crossbows" que va ser encarregat pel Royal Armory Museum, i se'n pot veure un model més gran a la Tower of London. -hi ha un exemple a mida real al Museu de les Armeries Reials de Fort Nelson, Portsmouth d'uns 8 peus (2,4 m) de longitud i capaç de llançar un dard de 2,4 quilograms (5.3 lliures) més enlà de 55 m (més del rang esperat) i un cargol de 1,5 quilograms (3,3 lliures) de més de 77 metres (84 m). Aquest exemple va ser fet pel fabricant, The Tenghesvisie Mechanical Artillery Society, per investigar el mecanisme de llançament i les proves de torsió. per a una demostració pública d'artilleria mecànica a Fort Nelson, la primavera de 2013. També existeix o hi va haver una reproducció al Parc Trebuchet, Albarracín, Espanya.